# 現代海上火災保険

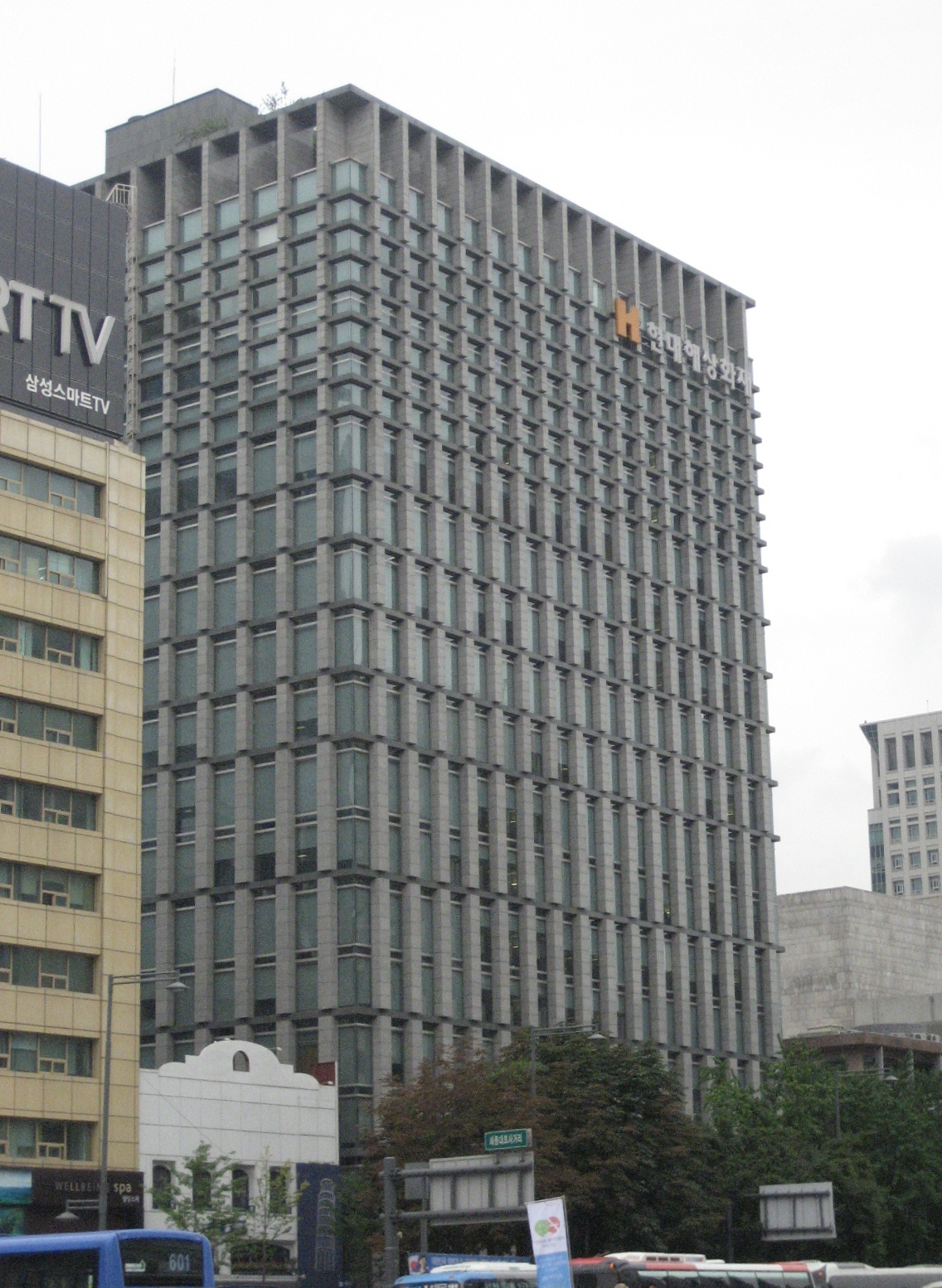
本社（ソウル特別市）

現代海上火災保険（げんだいかいじょうかさいほけん）は、韓国のソウル特別市鐘路区に本社を置く損害保険会社である。
1955年に設立され、1999年に現代財閥の解体と共に「現代海上火災保険グループ」となった。二つのブランド（Hi-CarとHi-Life）を有している他、自動車保険・火災保険・海上保険をはじめ多様な保険商品がある。
韓国国内に5000以上の代理店を持ち、国外にも1976年の日本支社開設を筆頭にアメリカ、中国にも販売網を持つ韓国国内最大級の損害保険会社となっている。ダイレクト系自動車損保ブランド、Hi-Car Directでも通常と同様の事故サービスを受けられるようになっている。
日本では、かつて在日韓国人を対象としていたが、現在は法人向けの特殊な引受に注力し、一般向け個人商品の積極的な販売はしていない。